# Catedral de Stavanger
La catedral de Stavanger (en noruec: Stavanger domkirke) és la catedral més antiga de Noruega. Està situada al centre de la ciutat de Stavanger i és la seu de la diòcesi luterana del mateix nom. La construcció, d'estil romànic i gòtic, comprèn aproximadament des de 1100 fins a 1125, i el seu material principal és esteatita.
Està consagrada a la Mare de Déu i Sant Swithun, el sant patró de la ciutat.

## Història
La construcció es va iniciar per iniciativa del primer bisbe de Stavanger, Reinald, qui d'acord amb les sagues era un missioner anglès. Probablement Reinald provenia de Winchester, la seu del bisbat de Sant Swithun. Des del principi la catedral va rebre el nom oficial d'Església de Sant Swithun.
Un incendi a la ciutat el 1272 va ocasionar que es realitzessin obres de reconstrucció a l'església en 1276, per ordres del bisbe Arne. A l'obra romànica original es va agregar una nova secció cap a l'occident, que va incloure l'actual façana occidental i el cor. Així mateix es va remodelar la façana oriental amb una obra gòtica d'alta qualitat artística.
En la dècada de 1860 es va iniciar una nova fase de reparacions, i es van fer canvis significatius en la decoració dels murs exteriors. No obstant això, la restauració a fons que es va dur a terme entre 1939 i 1964, dirigida per Gerhard Fischer va tenir entre els seus objectius la recuperació de les característiques de l'obra medieval, i els canvis del segle xix van ser revertits.

## Descripció

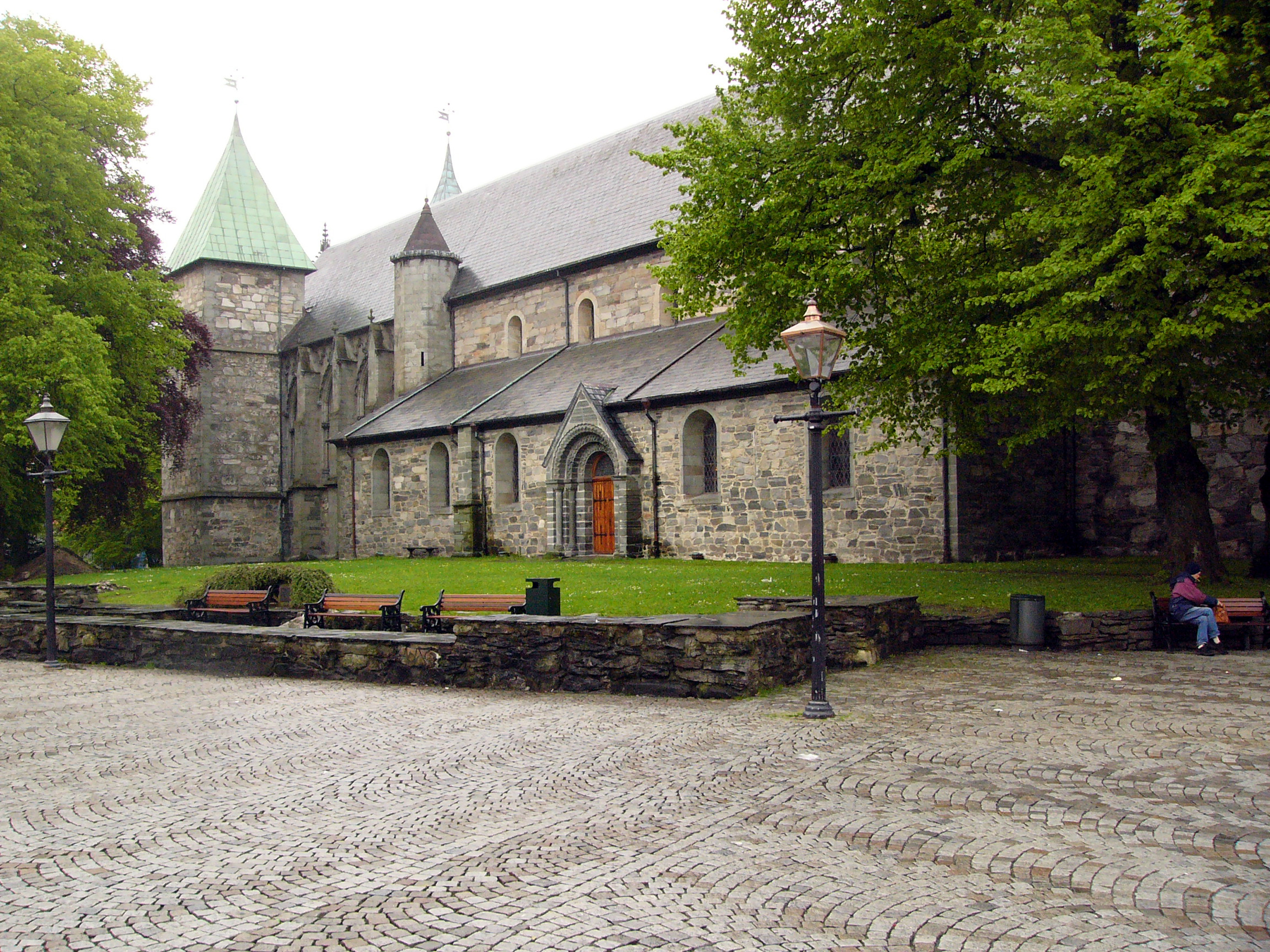
Costat nord de la catedral, amb la part romànica en primer pla, i al fons la part gòtica.

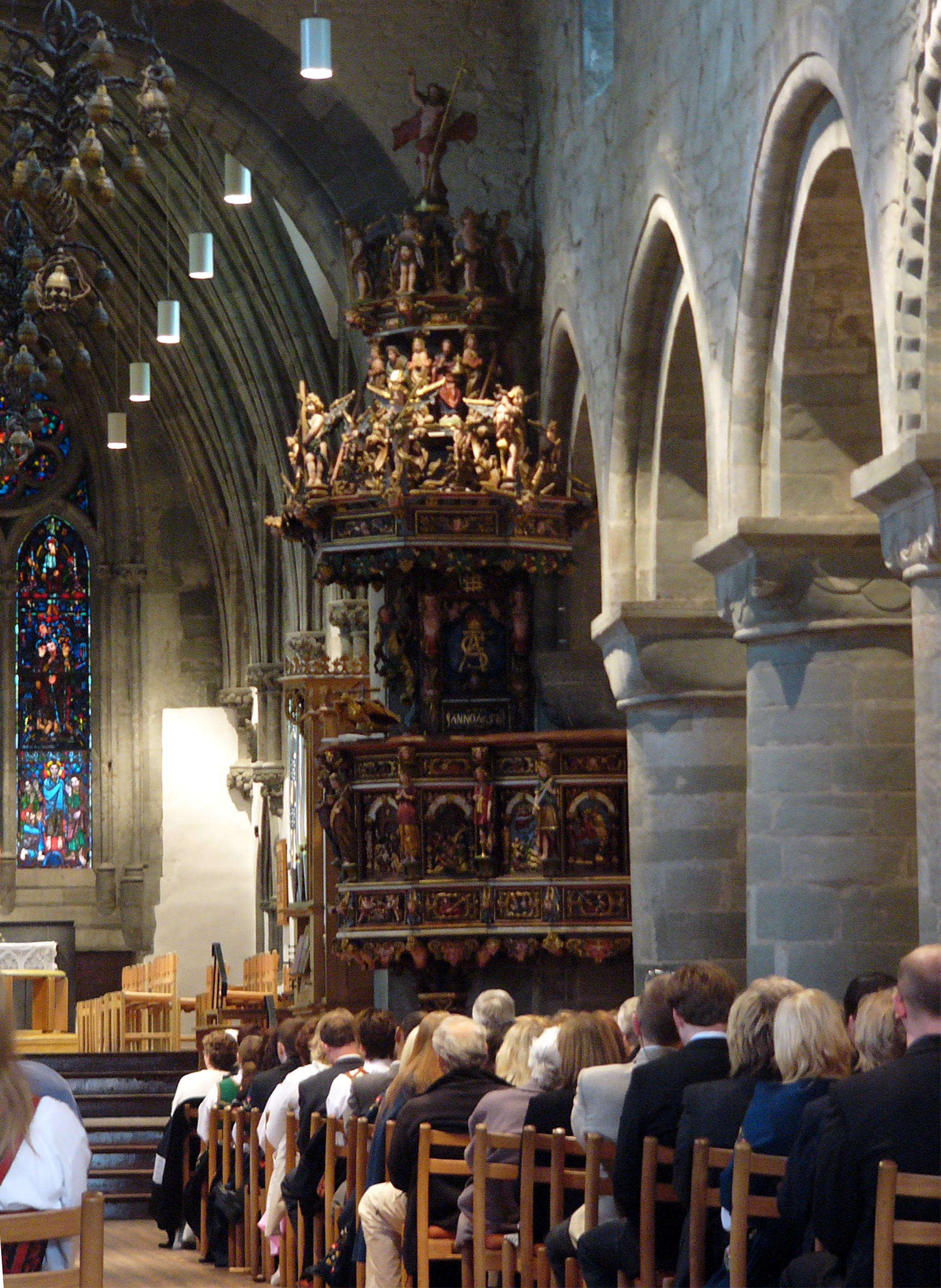
Interior de la Catedral

La part romànica de l'edifici destaca per la seva austeritat, i consisteix en la nau de l'església. Una fila de columnes amb capitells de diferent decoració separa la nau principal de cadascuna de les dues naus laterals. En els costats de cada nau lateral es troba un portal amb una llinda aguda i arcs semicirculars romànics. El cor és més estret que la nau i és d'estil gòtic, sense seccions laterals, encara que en l'extrem oriental s'ajusta a l'amplària de la nau per la presència de dues torres laterals.
La façana oriental se situa en l'extrem del cor, és d'estil gòtic i per la seva bellesa es considera la façana principal, si bé l'entrada se situa en el punt cardinal oposat. Tant l'au com la façana oriental tenen grans finestres d'arcs aguts amb riques ornamentacions de tracería, així com vitralls. La façana occidental, també gòtica, és bastant senzilla, amb un únic portal.
Les imatges religioses disposades en nínxols en la façana oriental són obra de Stinius Fredriksen, de 1962, i entre elles es troba Sant Swithun. Altres elements destacables són un púlpit barroc de 1658, de Anders Smith, i la pila bautismal, del segle xiii.